# Hardtwaldsiedlung

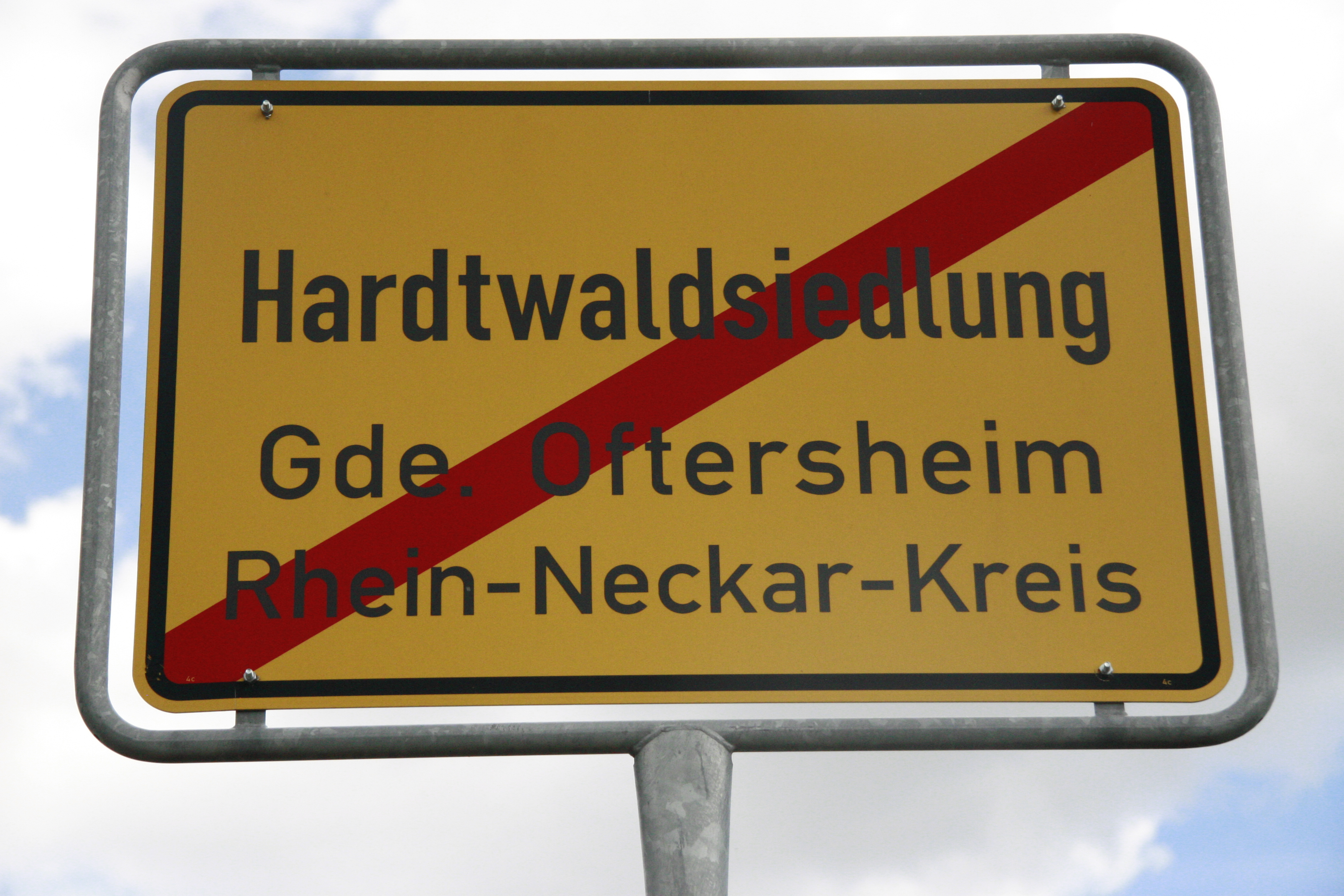
Ortsendeschild der Hardtwaldsiedlung

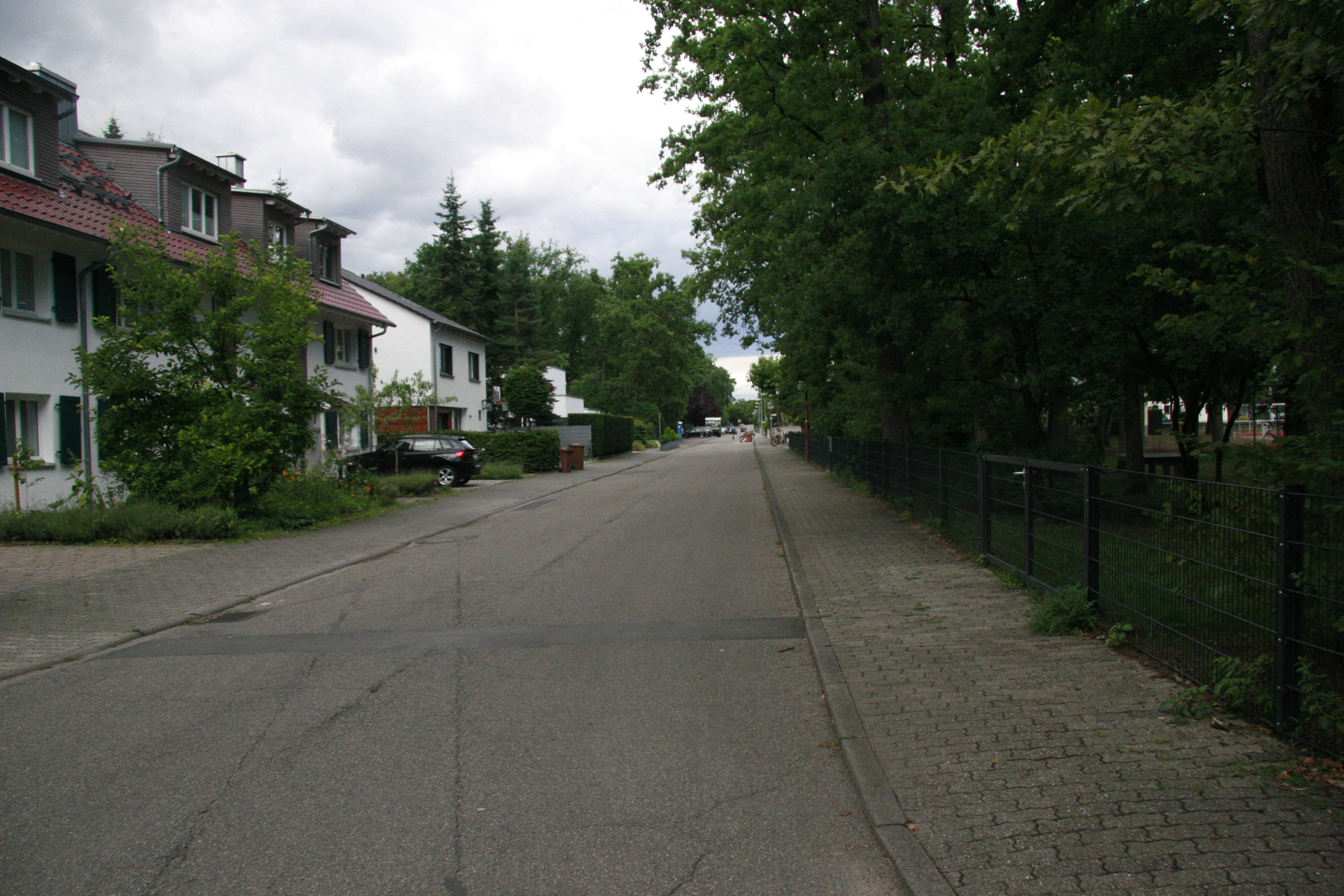
Hockenheimer Straße von Süden

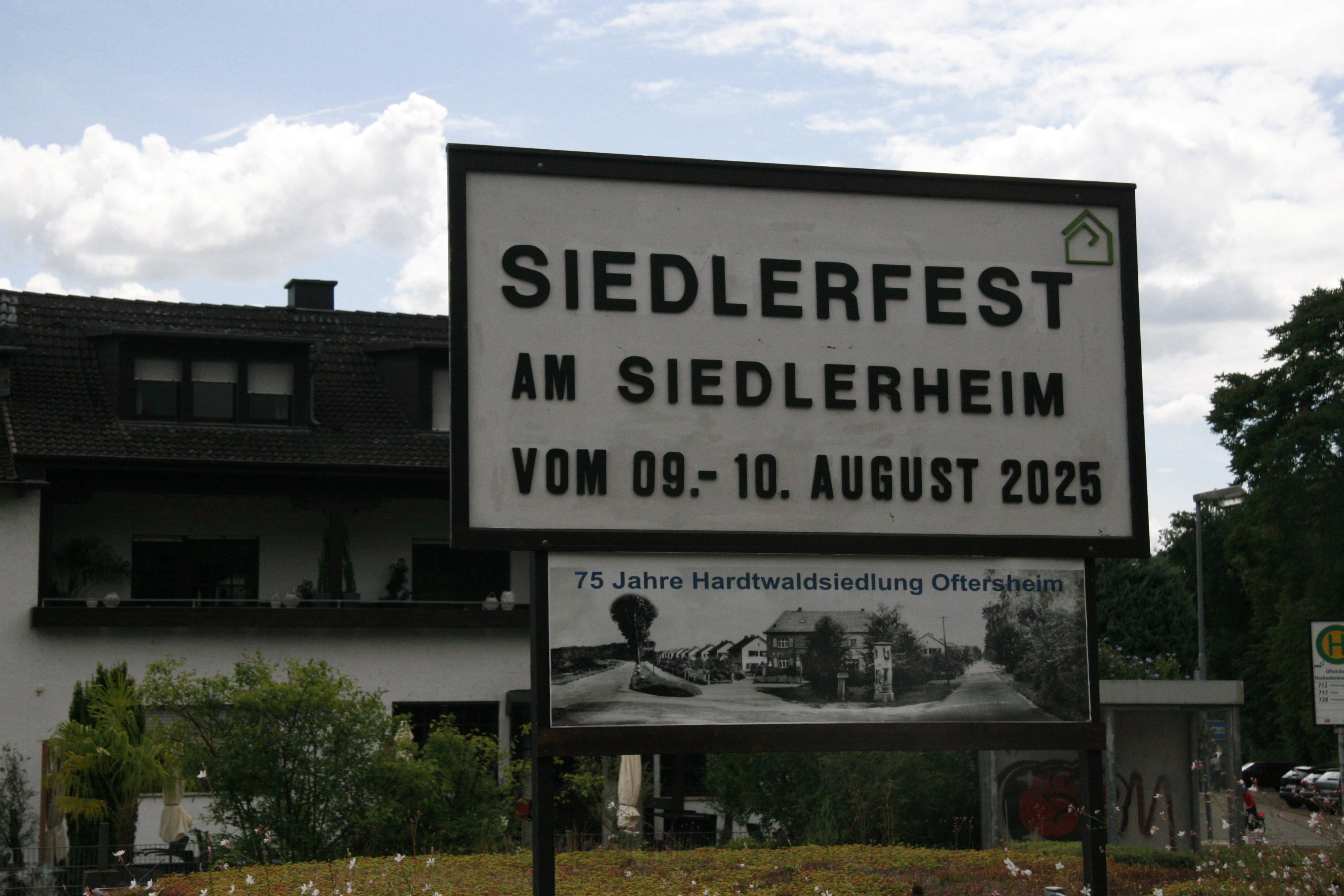
Jubiläumsfest 2025

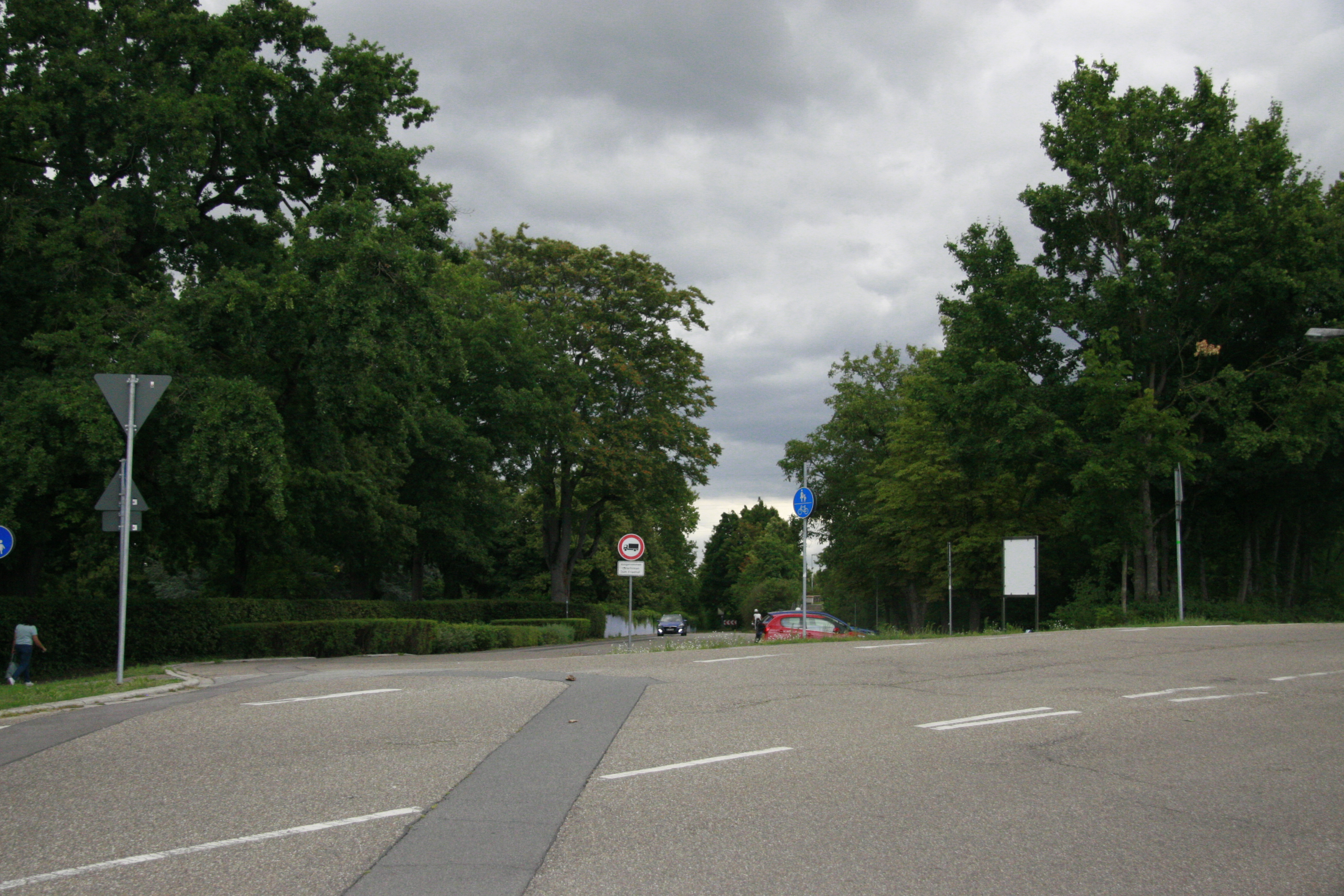
Blick in den Waldfriedhof

Die Hardtwaldsiedlung ist ein Wohnplatz im Nordwesten von Baden-Württemberg. Sie liegt auf dem Gebiet der Gemeinde Oftersheim im Rhein-Neckar-Kreis.

## Geographie
Die Hardtwaldsiedlung liegt in der flachen Landschaft des Oberrheinischen Tiefebene am nördlichen Ende des namensgebenden Waldes. Sie weist eine keilförmige Form auf, mit der Hockenheimer Straße als westlicher und der Walldorfer Straße als östlicher Begrenzung. Der Zwischenbereich diente der Erweiterung in südlicher Richtung.

## Geschichte
Die Entwicklung der Hardtwaldsiedlung wurde notwendig, um die 841 Heimatvertriebenen unterzubringen. Ihre Einweihung fand 1950 statt.

## Verkehr
Im Osten der Hardtwaldsiedlung verläuft die Bundesstraße 291, die Schwetzingen im Nordwesten mit Walldorf im Südosten verbindet. An ihrer nördlichen Zufahrt endet die Landesstraße 544 aus Oftersheim.

## Religiöses
Im Norden der Hardtwaldsiedlung besteht Zugang zum Waldfriedhof von Oftersheim, der 1914 entstanden war.